# Церковь Николая Чудотворца (Нижняя Салда)
Церковь Николая Чудотворца — православный храм в городе Нижняя Салда, Свердловской области.
Постановлением Правительства Свердловской области № 207-ПП от 10 марта 2011 года присвоен статус памятника архитектуры регионального значения.

## История
В 1764 году при Нижне-Салдинском заводе построена деревянная церковь. Трёхпрестольное здание, главный храм был освящён во имя Никиты Готского, пределы во имя Архистратига Михаила и Николая Чудотворца. В том же году образован самостоятельный приход.
Строительство каменного здания по проекту А. П. Чеботарёва было начато в 1826 году. 22 августа 1834 года был освящён главный храм во имя Николая Чудотворца. Правый придел освящён во имя Никиты Готского, левый во имя мученика Харалампия. В храме поставлены двухъярусные иконостасы. В 1898 году проведены реставрационные работы, интерьер расписан живописью.
В 1930 году здание закрыто, позднее использовалось под автомобильные боксы. С 1990-х ведутся восстановительные работы.

## Архитектура
Храм является примером зодчества в формах классицизма. У здания центрическая композиция, состоящая из строгих геометрических объёмов. Увенчание — полусферический купол на световом барабане-ротонде. Фасады имеют четырёхколонные портики римско-дорического ордера. Каннелированные колонны расставлены попарно, за ними выведены каннелированные пилястры. Под капителями колонн и пилястр — лепные розетки. Окна оформлены сандриками на кронштейнах-модульонах, тогда как подкарнизные сухарики более просты.

## Духовенство
Настоятель храма — отец Леонид Парыгин